# Túnel de base do Brennero
O túnel de base do Brennero (em alemão:  Brennerbasistunnel; em italiano:  Galleria di base del Brennero) é um túnel ferroviário de 55 km de comprimento em construção através dos Alpes Orientais abaixo do passo de Brennero. Após a conclusão, será o segundo maior túnel ferroviário do mundo, ultrapassando o túnel Seikan em mais de um quilômetro. Se estendendo de Innsbruck, na Áustria, até Fortezza, na Itália, substituirá parte da atual ferrovia do Brennero.
O passo de Brennero, nos Alpes, na fronteira entre a Áustria e a Itália, é uma das conexões mais importantes entre o norte e o sul da Europa, e a rodovia que a atravessa é famosa por seus frequentes engarrafamentos. A poluição decorrente do tráfego é preocupante em razão da combinação da inversão térmica e do formato dos vales que levam ao passo.
O objetivo é melhorar essa situação através de uma nova conexão ferroviária entre o Tirol do Norte e o Tirol do Sul pelo túnel, que permitirá que os trens cruzem os Alpes com muito mais rapidez. Atualmente, as velocidades na região do Brennero mal ultrapassam 70 km/h (43 mph) devido ao declive das vias existentes, que cruzam a passagem a uma elevação de 1,371 m (4,498 ft) acima do nível do mar.
O tempo de viagem entre Innsbruck e Bolzano será reduzido de 2 horas para 50 minutos.
O projeto é financiado pela Áustria e a Itália, com contribuições da União Europeia. Juntamente com grande parte da ferrovia já existente de Innsbruck, o túnel de base do Brennero alcançará um comprimento de 64 km. O que irá faze-la ser a mais longa conexão ferroviária subterrânea do mundo. O túnel tem uma conclusão estimada para 2028.